# Pont Médéric-Martin
Le pont Médéric-Martin est un pont routier reliant Montréal (arrondissement Ahuntsic-Cartierville) à Laval, en enjambant la rivière des Prairies. 

## Situation et accès
Il relie ainsi les régions administratives de Montréal et de Laval.
Le pont est emprunté par l'autoroute 15 et la route Transcanadienne. Il compte huit voies de circulation, soit quatre voies par direction, séparées par un muret central. En direction nord, la voie de gauche est utilisée comme voie réservée pour les autobus, les taxis, les véhicules électriques et les automobiles utilisées pour du covoiturage. Elle est en fonction du lundi au vendredi, de 15 h à 19 h.

## Origine du nom
Le pont est nommé en l'honneur de Médéric Martin (1869-1946), homme politique québécois qui fut député à la Chambre des communes du Canada, ainsi que maire de Montréal de 1914 à 1924, puis de 1926 à 1928.

## Historique
Achevé en 1958 il a subit plusieurs rénovations :
- En 1994, les dalles de béton et les glissières de sécurité ont été rénovées avec des matériaux résistants à la corrosion par Sintra inc. et DEMIX Construction selon les plans et devis du Ministère des Transports du Québec. Les glissières ont alors été renforcées avec de l'armature composite résistante à la corrosion V-ROD. Les dalles de béton ont une superficie de 65 200 m², une épaisseur de 250 mm pour un volume de 16 300 m³. On a utilisé de la pierre de 5-20 mm.
- En 2013, des travaux ont été réalisés sur le tablier du pont, notamment le remplacement des joints. À ce jour, les glissières n'ont requis aucuns travaux de réfection.